# (30251) Ashkin
Pour les articles homonymes, voir Ashkin.
(30251) Ashkin est un astéroïde de la ceinture principale d'astéroïdes.

## Description
(30251) Ashkin est un astéroïde de la ceinture principale d'astéroïdes. Il fut découvert le 29 avril 2000 à Socorro (Nouveau-Mexique) par le projet LINEAR. Il présente une orbite caractérisée par un demi-grand axe de 2,52 UA, une excentricité de 0,08 et une inclinaison de 1,9° par rapport à l'écliptique.

## Compléments